# Леконт, Клод
Клод Мартен Леконт (фр. Claude-Martin Lecomte; 8 сентября 1817, Тьонвиль — 18 марта 1871, Париж) — французский генерал, бонапартист. Одна из первых жертв Парижской Коммуны.

## Биография
Клод Мартен Леконт родился 8 сентября 1817 года в городке Тьонвиль.
В 1865 году получил чин полковника. С 1869 — заместитель начальника Национального военного училища (Prytanée National). В 1870 году стал бригадным генералом. Принимал участие в боевых действиях во время осады Парижа. После капитуляции столицы, был назначен командующим вторым сектором Парижа.
После падения Наполеона III служил в составе северной армии под командованием генерала Л. Федебра. Участник Франко-прусской войны (1870—1871). Принимал участие в нескольких сражениях с немцами, в том числе битве при Амьене (27 ноября 1870 года), сражении на реке Галлю (23—24 декабря 1870 года).
Вернувшись в Париж после капитуляции, заменил командующего шестым сектором столицы адмирала де Лангле, назначен временно исполняющим обязанности командира бригады новой армии в Париже, позже назначен директором стрелковой школы.
Во время революционных событий 1871 года, 18 марта возглавил отряд, которому было поручено захватить артиллерию национальной гвардии на Монмартре. Попытка правительства Тьера потерпела провал. После того, как генерал Леконт отдал приказ стрелять в народ, восставшие солдаты схватили и расстреляли его.
Тогда же вместе с Леконтом был расстрелян командующий национальной гвардии Парижа генерал Клемент Тома.
Похоронен на кладбище Пер-Лашез.